# Polska Liga Curlingu 2017/2018
4. sezon rozgrywek ligowych w polskim curlingu, pod egidą Polskiej Federacji Klubów Curlingowych. Faza zasadnicza Ligi rozgrywana była od 9 grudnia 2017 roku do 28 stycznia 2018 roku (mężczyźni) oraz od 3 do 11 lutego 2018 roku (kobiety). Wszystkie spotkania ligowe, w tym turniej kwalifikacyjny, odbyły się w Bełchatowie na obiekcie Powiatowego Centrum Sportu. Złote medale wywalczyli AZS Gliwice Stych (mężczyźni) i AZS Gliwice Pluta (kobiety).

## Zasady
Czołowe cztery drużyny męskie z sezonu 2016/2017 zachowały prawo gry w lidze, podczas gdy reszta zespołów wzięła udział w turnieju kwalifikacyjnym. Do ligi kobiet kwalifikacji nie przeprowadzano.
Rozgrywki prowadzone były systemem kołowym, bez fazy play-off.
Mecze najwyższych dywizji rozgrywano z ograniczeniem czasu do namysłu dla każdej drużyny (thinking time). Drużyny sklasyfikowane zostały kolejno według liczby punktów (2 punkty za zwycięstwo, 1 punkt za remis), tabelki bezpośrednich meczów oraz wyników DSC.
Drużyny męskie z miejsc 1-5 zapewniają sobie udział w kolejnej edycji ligi, pod warunkiem spełnienia kryteriów utrzymania składu (ponad połowa zawodników drużyny).
Zgodnie z przepisami ligi, drużyny nazywane są trzyliterowym skrótowcem reprezentowanego klubu oraz nazwiskiem skipa (kapitana).

## Rywalizacja mężczyzn

### Drużyny
| Drużyna           | Czwarty            | Trzeci            | Drugi               | Otwierający      | Rezerwowi                        |
| ----------------- | ------------------ | ----------------- | ------------------- | ---------------- | -------------------------------- |
| AZS Gliwice Stych | Konrad Stych       | Tomasz Bosek      | Tomasz Pluta        | Paweł Hertman    | Piotr Świeszek, Mirosław Cholewa |
| BKC Bartosik      | Łukasz Bartosik    | Tomasz Kijanka    | Andrzej Jędrzejczyk | Jerzy Michalak   | Konrad Kieruzel                  |
| KKC Chudziński    | Michał Chudziński  | Paweł Świątkowski | Łukasz Pryczkat     | Jerzy Ryba       | Marcin Stachnik                  |
| KSW Nowak         | Krzysztof Nowak    | Jacek Goczoł      | Janusz Tomica       | Paweł Kuśka      | Paweł Klos, Marcin Gawlas        |
| MCC Gęśla         | Kamil Gęśla        | Michał Gęśla      | Aleksander Błaszak  | Marcin Madej     | Michał Anioł, Kamil Suchożebski  |
| MCC Stolarek      | Tomasz Korolko     | Rafał Stolarek    | Tomasz Tarczyński   | Grzegorz Sobczak | Andrzej Grabczyk                 |
| POS Grzelka       | Aleksander Grzelka | Mateusz Jadczyk   | Paweł Włodarczyk    | Kasper Knebloch  | Paweł Frynia, Jeremi Telak       |
| POS Janczar       | Łukasz Janczar     | Michał Zakrzewski | Janusz Sukiennik    | Grzegorz Łabecki | Krzysztof Jodłowski              |
| POS Szeliga       | Jacek Szeliga      | Tomasz Dyderski   | Jacek Szkobel       | Tomasz Bartczak  | Krzysztof Kowalski               |
| TKC Jakubowski    | Bartosz Jakubowski | Paweł Piotrowicz  | Mateusz Kulik       | Sebastian Lichy  |                                  |

Wytłuszczono skipów (kapitanów) drużyn.

### Turniej kwalifikacyjny
Do turnieju kwalifikacyjnego o 4 wolne miejsca zgłosiło się 6 drużyn. Rozegrano trzy kolejki systemem szwajcarskim. Rywalizacja odbyła się w dniach 17-19 listopada 2017 roku.
| # | Drużyna           | Mecze | Mecze | Mecze | DSC   |
| # | Drużyna           | W     | R     | P     | DSC   |
| - | ----------------- | ----- | ----- | ----- | ----- |
| 1 | AZS Gliwice Stych | 3     | 0     | 0     | 32,3  |
| 2 | POS Szeliga       | 2     | 0     | 1     | 117,0 |
| 3 | POS Janczar       | 1     | 1     | 1     | 134,8 |
| 4 | MCC Stolarek      | 1     | 1     | 1     | 155,5 |
| 5 | MCC Gęśla         | 1     | 0     | 2     | 43,5  |
| 6 | BKC Bartosik      | 0     | 0     | 3     | 154,2 |

     Kwalifikacja do ligi

### Klasyfikacja końcowa
| # | Drużyna           | Mecze | Mecze | Mecze | DSC   |
| # | Drużyna           | W     | R     | P     | DSC   |
| - | ----------------- | ----- | ----- | ----- | ----- |
| 1 | AZS Gliwice Stych | 6     | 0     | 1     | 126,5 |
| 2 | POS Grzelka       | 6     | 0     | 1     | 98,9  |
| 3 | TKC Jakubowski    | 5     | 1     | 1     | 94,2  |
| 4 | KKC Chudziński    | 4     | 0     | 3     | 137,0 |
| 5 | KSW Nowak         | 3     | 1     | 3     | 103,0 |
| 6 | MCC Stolarek      | 2     | 0     | 5     | 107,1 |
| 7 | POS Janczar       | 0     | 1     | 6     | 99,2  |
| 8 | POS Szeliga       | 0     | 1     | 6     | 131,5 |

     Spadek do turnieju kwalifikacyjnego do Polskiej Ligi Curlingu 2018/2019

## Rywalizacja kobiet

### Drużyny
| Drużyna            | Czwarta             | Trzecia             | Druga                 | Otwierająca           | Rezerwowe                            |
| ------------------ | ------------------- | ------------------- | --------------------- | --------------------- | ------------------------------------ |
| AZS Gliwice Pluta  | Marta Pluta         | Ewa Nogły           | Martyna Wilczak       | Karolina Zaborska     | Marta Blacha                         |
| KKC Startek        | Karolina Startek    | Justyna Wojtas      | Aleksandra Bigosińska | Małgorzata Gaczkowska | Agata Jędrzejczyk                    |
| KKC Staszczak      | Katarzyna Staszczak | Anna Fejklowicz     | Magdalena Wróbel      | Monika Rodak          | Magdalena Włodarczyk                 |
| MCC Kubak          | Marta Kubak         | Agnieszka Czaplicka | Anna Rotter           | Alicja Piotrowska     | Maria Klimecka                       |
| MCC Tomczyńska     | Anna Tomczyńska     | Katarzyna Selwant   | Anna Fijałkowska      | Magdalena Dobiszewska | Aneta Gęśla                          |
| POS Szeliga-Frynia | Adela Walczak       | Zuzanna Rybicka     | Barbara Karwat        | Maria Stefańska       | Marta Szeliga-Frynia, Julia Dyderska |

Wytłuszczono skipów (kapitanów) drużyn.

### Klasyfikacja końcowa
| # | Drużyna            | Mecze | Mecze | Mecze | DSC   |
| # | Drużyna            | W     | R     | P     | DSC   |
| - | ------------------ | ----- | ----- | ----- | ----- |
| 1 | AZS Gliwice Pluta  | 4     | 0     | 1     | 141,9 |
| 2 | POS Szeliga-Frynia | 4     | 0     | 1     | 124,1 |
| 3 | MCC Kubak          | 2     | 1     | 2     | 98,2  |
| 4 | KKC Startek        | 1     | 1     | 3     | 128,7 |
| 5 | MCC Tomczyńska     | 1     | 1     | 3     | 115,7 |
| 6 | KKC Staszczak      | 1     | 1     | 3     | 92,3  |